# Yedrāmi
Yedrāmi är en ort i Indien.   Den ligger i distriktet Gulbarga och delstaten Karnataka, i den södra delen av landet, 1 300 km söder om huvudstaden New Delhi. Yedrāmi ligger 457 meter över havet och antalet invånare är 8 103.
Terrängen runt Yedrāmi är platt. Runt Yedrāmi är det ganska tätbefolkat, med 139 invånare per kvadratkilometer. Yedrāmi är det största samhället i trakten. Trakten runt Yedrāmi består till största delen av jordbruksmark.